# Francesc Navarro Borràs
Francesc Navarro Borràs   (Reus, 30 de gener de 1905 - Madrid, 17 d'agost de 1974) va ser un arquitecte i professor universitari català, acadèmic de la Reial Acadèmia de Ciències Exactes, Físiques i Naturals.

## Biografia
Després de cursar batxillerat a Reus, va començar estudis a la facultat de ciències de la Universitat de Saragossa, on va obtenir una beca per anar a estudiar a París. Als 19 anys es llicencià en ciències químiques, títol que revalidà el 1926 a la Universitat de Barcelona, mentre estudiava a l'Escola Superior d'Arquitectura. El 1929 es doctorà en ciències exactes a la Universitat de Madrid.
El 1931 i 1932 va seguir cursos de mecànica aplicada a la construcció i sobre mecànica elàstica a la Technische Hochschule de Charlottenburg. El 1927 va començar la seva labor docent, com a auxiliar a la Facultat de Ciències de la Universitat de Barcelona. El 1929 era encarregat de la càtedra d'anàlisi matemàtica, i el 1930 era catedràtic de mecànica racional a la facultat de Ciències de la Universitat de Madrid.
Ideològicament de dretes, en produir-se el cop d'estat del 18 de juliol de 1936 va amagar-se i passà a la zona de Burgos. El 1938 va ser escollit acadèmic de la Reial Acadèmia de Ciències Exactes, Físiques i Naturals, i en va prendre possessió l'agost de 1939 amb el discurs "Estudio de algunos tipos de ecuaciones integrales singulares. També va ser vicepresident de la Reial Societat Matemàtica Espanyola i membre de la Reial Acadèmia de Ciències i Arts de Barcelona.
El 1939 va ser nomenat degà de la Facultat de Ciències de la Universitat de Madrid, i era arquitecte dels Ministeris d'Instrucció Pública i de Justícia. Vinculat des del 1940 al Consell Superior d'Investigacions Científiques, es relacionà amb investigadors exiliats en un intent d'aconseguir aportacions científiques de l'estranger. Ocupà càrrecs diversos a l'administració, com ara delegat a la Junta de Defensa Passiva, i vocal a la Junta de Construccions Civils. Va publicar manuals de matemàtiques per a químics i biòlegs.

## Obres
- Curso general de matemáticas (Madrid, 1936)
- Problemas de matemáticas aplicadas a la física, a la química y a las ciencias naturales (Madrid, 1950)